# Berningerus gorillus
Berningerus gorillus är en skalbaggsart som först beskrevs av Thomson 1858.  Berningerus gorillus ingår i släktet Berningerus och familjen långhorningar.
Artens utbredningsområde är Gabon. Inga underarter finns listade.